# Елизаветинская литература
Елизаветинская литература — произведения, созданные в Англии во время правления королевы Елизаветы I (1558—1603). Эта эпоха стала одним из наиболее известных периодов в истории английской литературы. Начался расцвет театра, поэзии (здесь развивались новые формы — сонет, спенсеровская строфа, драматический белый стих) и прозы (в частности, появлялись исторические хроники, памфлеты и первые английские романы). В числе крупных писателей этой эпохи Уильям Шекспир, Эдмунд Спенсер, Кристофер Марло, Ричард Хукер, Бен Джонсон, Филип Сидни, Томас Кид.